# Pato Branco
Pato Branco é um município brasileiro localizado no Sudoeste Paranaense. Sua população é de 96 602 habitantes, segundo a estimativa do Censo 2024, divulgada pelo Instituto Brasileiro de Geografia e Estatística (IBGE), sendo que no censo demográfico de 2010 possuía 72 370 habitantes, tornando-se a cidade que mais cresce em número de habitantes do sudoeste paranaense. A cidade se destaca na microrregião homônima como um centro de serviços com ênfase nos setores da saúde, educação e comércio atendendo a região sudoeste do paraná e oeste catarinense.
A partir de 1996, Pato Branco diversificou sua economia através de incentivos fiscais a empresas dos setores de informática e eletroeletrônico, o que resultou na criação de um pequeno centro tecnológico industrial. A agricultura também representa uma importante fatia na economia do município. A existência de uma instituição federal de ensino superior, Universidade Tecnológica Federal do Paraná (antigo CEFET) enfatiza o caráter de "centro provedor de serviços" regional de Pato Branco.

## História
As primeiras explorações dos Campos de Palmas, onde atualmente se localiza o município de Pato Branco, começaram em 1720, através das expedições de Zacarias Dias Côrtes. Em meados dos anos 1830, a expedição de Pedro de Siqueira Côrtes explorou mais adentro os Campos de Palmas, na mesma época em que os primeiros colonos vindos principalmente do Sul do Brasil se instalaram na região.
No início do século XX, dois pequenos povoados se formaram próximo dos rios Pato Branco e Ligeiro. Em 1918, para acolher os insatisfeitos quanto a decisão sobre a Guerra do Contestado e aumentar a ocupação das terras próximas a divisa com Santa Catarina, o Governo do Paraná criou a Colônia Bom Retiro. Tratava-se de pessoas que, entre outros motivos, não aceitavam morar nas terras contestadas que passaram a ser de Santa Catarina. Na Colônia de Bom Retiro, estavam inclusos os dois povoados que haviam se tornado vilas: Bom Retiro e Vila Nova. Vendo a prosperidade da nova região muitos moradores de Palmas e Clevelândia mudaram-se para as vilas, contribuindo ainda mais para o desenvolvimento local.
Na década de 1930, sabendo do crescimento da região Sudoeste do Paraná, o Governo Federal criou uma linha telegráfica de Ponta Grossa até Barracão, passando por Guarapuava e Clevelândia. Entre Clevelândia e Barracão foram criados dois postos de telégrafo, sendo um deles em Bom Retiro, conhecido como Posto do Rio Pato Branco, utilizado também pelos moradores de Vila Nova. O ramal trouxe consigo a expressão “Pato Branco”, ou seja: o telégrafo de Vila Nova continuou sendo identificado como posto do Rio Pato Branco. Os operadores jamais se correspondiam com outras localidades utilizando os nomes de Vila Nova ou Bom Retiro. Logo as demais cidades do estado conheciam a região como Pato Branco, promovendo assim a mudança de nome do distrito.
A partir de 1938, os cartórios oficializaram, aos poucos, o nome “Pato Branco”. Registros relatam uma mutação que passou por nomes como: Vila Nova de Pato Branco, Vila de Pato Branco, ex-Bom Retiro, Distrito de Pato Branco, ex-Bom Retiro, Distrito de Pato Branco e Pato Branco. A instalação oficial se deu no dia 14 de dezembro de 1952. O território foi emancipado do município de Clevelândia e o primeiro prefeito foi Plácido Machado, do PTB.

## Símbolos municipais

#### Bandeira
O significado da bandeira de Pato Branco se dá de acordo com a Lei Municipal 655/86, que o apresenta em suas três cores:
- O verde do triângulo é a natureza vegetal, na área do município e em seu estado primitivo e é ainda a esperança;
- O branco traz a mensagem da paz, também representa as bases sobre as quais se constrói uma sociedade coesa e sadia;
- O amarelo representa as riquezas naturais com que Pato Branco foi agraciada, e também o progresso, coragem e fé inabaláveis.

#### Brasão
O brasão do Município compõe-se de um escudo de formato ibérico, terciado em pala de blau (azul). O pato, de plumagem branca volante e centrado no chefe do escudo e a faixa ondulada no contra chefe diminuto do escudo evocam o nome do Município, revelando assim as armas falantes do lugar. A faixa branca ondulada representa o Rio Pato Branco. As duas chaves, de ouro e prata, postas em aspa do escudete de goles (vermelho) sobre a porta central da coroa mural, representam o Santo padroeiro do Município (São Pedro).
Os dois suportes, representados por um ramo de milho espigado à direita e por um ramo de soja frutificado à esquerda, simbolizam as principais culturas agrícolas do Município (1987). A abreviatura cronológica à direita indica a data de criação do Município e a abreviatura cronológica à esquerda indica a data da Instalação do Município. (Lei Municipal 655/86).

## Geografia

### Clima
O clima de Pato Branco na Classificação de Köppen é o mesotérmico Cfa na classificação de Köppen, caracterizado por temperaturas médias no mês mais frio inferiores a 18 °C e temperaturas médias no mês mais quente acima de 22 °C, com verões relativamente quentes, geadas frequentes e chuvas bem distribuídas ao ano. O clima de Pato Branco é também sujeito a nevadas ocasionais, as quais, nos anos recentes, ocorreram em 1994, 2000 e 2013. Trata-se de um clima tipicamente subtropical úmido, com chuvas bem distribuídas ao longo de todo ano, isto é, sem uma estação seca definida, mas com um verão, outono, inverno e primavera sensivelmente perceptíveis.
O clima da cidade é também influenciado pela altitude moderada da região e também pela continentalidade (em razão da distância em relação ao litoral). Em 21 de agosto de 1965, foi feita uma fotografia da Praça Getúlio Vargas coberta de neve, uma tempestade relativamente grande, mas não há registro da temperatura no momento do retrato. Quanto as temperaturas médias históricas, o mês mais quente é janeiro, com média de 22,5°C, e o mês mais frio é julho, com média de 14,2°C. Após 2001, as temperaturas mais extremas registradas foram -5,6°C em julho de 2006 e 36,7°C em fevereiro de 2005.
| Dados climatológicos para Pato Branco (1979-2012) | Dados climatológicos para Pato Branco (1979-2012) | Dados climatológicos para Pato Branco (1979-2012) | Dados climatológicos para Pato Branco (1979-2012) | Dados climatológicos para Pato Branco (1979-2012) | Dados climatológicos para Pato Branco (1979-2012) | Dados climatológicos para Pato Branco (1979-2012) | Dados climatológicos para Pato Branco (1979-2012) | Dados climatológicos para Pato Branco (1979-2012) | Dados climatológicos para Pato Branco (1979-2012) | Dados climatológicos para Pato Branco (1979-2012) | Dados climatológicos para Pato Branco (1979-2012) | Dados climatológicos para Pato Branco (1979-2012) | Dados climatológicos para Pato Branco (1979-2012) |
| Mês                                               | Jan                                               | Fev                                               | Mar                                               | Abr                                               | Mai                                               | Jun                                               | Jul                                               | Ago                                               | Set                                               | Out                                               | Nov                                               | Dez                                               | Ano                                               |
| ------------------------------------------------- | ------------------------------------------------- | ------------------------------------------------- | ------------------------------------------------- | ------------------------------------------------- | ------------------------------------------------- | ------------------------------------------------- | ------------------------------------------------- | ------------------------------------------------- | ------------------------------------------------- | ------------------------------------------------- | ------------------------------------------------- | ------------------------------------------------- | ------------------------------------------------- |
| Temperatura máxima recorde (°C)                   | 34,0                                              | 36,7                                              | 36,6                                              | 32,6                                              | 29,8                                              | 27,2                                              | 28,4                                              | 32,0                                              | 35,2                                              | 33,8                                              | 36,7                                              | 36,6                                              | 36,7                                              |
| Temperatura máxima média (°C)                     | 28,8                                              | 28,4                                              | 28,1                                              | 25,5                                              | 21,8                                              | 20,4                                              | 20,5                                              | 22,8                                              | 23,5                                              | 25,7                                              | 27,5                                              | 28,4                                              | 25,1                                              |
| Temperatura mínima média (°C)                     | 18,1                                              | 18,1                                              | 17,1                                              | 14,9                                              | 11,6                                              | 10,5                                              | 9,9                                               | 11,3                                              | 12,2                                              | 14,7                                              | 15,9                                              | 17,4                                              | 14,3                                              |
| Temperatura mínima recorde (°C)                   | 9,8                                               | 8,0                                               | 3,6                                               | 0,8                                               | −0,2                                              | −3,8                                              | −5,6                                              | −3,5                                              | −1,0                                              | 1,6                                               | 6,0                                               | 6,2                                               | −5,6                                              |
| Precipitação (mm)                                 | 187                                               | 174                                               | 132                                               | 185                                               | 192                                               | 159                                               | 144                                               | 116                                               | 167                                               | 251                                               | 181                                               | 186                                               | 2 073                                             |
| Fonte: IAPAR                                      |                                                   |                                                   |                                                   |                                                   |                                                   |                                                   |                                                   |                                                   |                                                   |                                                   |                                                   |                                                   |                                                   |

### Localização e subdivisões
A cidade se localiza na latitude -26.2295, ou 26° 22′ 95″ Sul e na longitude -52.6716 ou 52° 67′ 16 Oeste. O município está formado pela sede, possuindo um distrito, São Roque do Chopim.

### Hidrografia e topografia
O município é banhado por uma complexa bacia hidrográfica, que pertence ao Rio Vitorino. Esse é afluente do Rio Chopim, que por sua vez, é o principal afluente da margem esquerda do Rio Iguaçu. Os principais cursos d'água que banham o município são o Rio Ligeiro, Rio Pato Branco e o Rio Vitorino. A elevação média da cidade é de 760m, porém há muita variação, visto que sua topografia é muito acidentada.

## Demografia
| Etnias    | %      |
| --------- | ------ |
| Brancos   | 83,82% |
| Pardos    | 13,05% |
| Negros    | 2,18%  |
| Amarelos  | 0,81%  |
| Indigenas | 0,14%  |

Segundo o censo do IBGE de 2010, Pato Branco possuía uma população de 72 370 habitantes, dividida entre 34.984 homens (48,34%) e 37.386 mulheres (51,66%). A população urbana perfazia 68.091 habitantes, com taxa de urbanização de 94,09%. Outros 4.279 habitantes moravam na Zona Rural, 5,91% do total do município. Pato Branco possuía em 2000 um IDH de 0,717, sendo o 4° melhor dentro do estado do Paraná. Em 2010 o IDH havia evoluído para 0,782, com o município mantendo a 4º posição dentro do estado.

### Composição étnica
Boa parte dos colonizadores da região de Pato Branco são advindos do sul, dos estados de Santa Catarina e Rio Grande do Sul. A maioria são descendentes de italianos e alemães, com uma importante comunidade polonesa e ucraniana.

### Evolução populacional
Assim como o ocorrido com os principais pequenos centros do interior na virada do século XX para o século XXI, Pato Branco também passou por um acentuado êxodo rural. Como centro sub-regional A, é uma cidade muito atrativa aos munícipes de cidades próximas, o que também acentua o crescimento populacional da cidade.

## Infraestrutura

### Educação
O município é um polo universitário, com estudantes de diversos municípios e estados frequentando suas universidades. Conta com o segundo maior Campus da Universidade Tecnológica Federal do Paraná, depois da capital Curitiba.
- Universidade Tecnológica Federal do Paraná (UTFPR), Campus de Pato Branco
- Centro Universitário de Pato Branco (UNIDEP)[27]
- Centro Universitário Mater Dei (UniMater)[28]

### Transporte
O município está incluído na malha aérea comercial brasileira, também sendo um importante entroncamento rodoviário. Não possui nenhuma ferrovia e a rede hidrográfica do município não permite que se desenvolva esse tipo de transporte.

#### Aéreo
O município possuí um [[aeroporto], o Aeroporto de Pato Branco, que possui voos semanais para Curitiba, operados desde 2019 pela companhia aérea Azul. Houve uma interrupção da operação no período da pandemia, retornando a sua atividade em 2021.

#### Rodoviário
Importantes rodovias federais e estaduais passam pelo município. No sentido latitudinal, na porção sul, o município é atravessado pela BR-280, que liga o município a Vitorino, Renascença, Francisco Beltrão (sentido oeste), Mariópolis, Palmas e Curitiba (sentido leste). Também é atravessado pela BR-158, que liga o município a Coronel Vivida (sentido nordeste) e a São Lourenço do Oeste (sentido sudoeste). A PR-493 também passa pelo município, sendo sua ligação com Itapejara d'Oeste e Dois Vizinhos.

### Esporte
O município conta com o Ginásio Dolivar Lavarda, arena poliesportiva com 1600 lugares. Mandam seus jogos lá o Pato Futsal, equipe de Futsal masculino bicampeão da LNF e o Pato Basquete, time de basquete masculino participante da NBB.

## Cultura

### Televisão
No seriado Toma Lá, Dá Cá, Alessandra Maestrini interpretava a empregada Bozena, que vivia contando histórias bizarras de moradores da sua cidade natal, Pato Branco, começadas com o bordão "Lá em Pato Branco daí...". Maestrini, que na verdade é paulista de Sorocaba, foi homenageada pela Câmara de Pato Branco, e se tornou garota-propaganda de uma das principais empresas da cidade, a Indústria de Fogões Atlas Eletrodomésticos.